# Peroralna uporaba zdravila
Peroralna uporaba zdravila, tudi peroralno dajanje zdravila, je aplikacija zdravila skozi usta (lat. per os). Peroralna uporaba je najpogostejši način uporabe zdravil, saj je najprimernejša in najprijaznejša pot za jemanje zdravil. Na trgu so številne farmacevtske oblike za uživanje skozi usta, kot so tablete, kapsule, kapljice in sirupi. Najbolj razširjene farmacevtske oblike za peroralno uporabo so tablete in kapsule, ker omogočajo natančno odmerjanje, so zelo stabilne in jih je mogoče proizvajati industrijsko v velikih količinah. Vendar so zdravila po peroralni uporabi podvržena istim fiziološkim procesom kot hrana, torej delovanju prebavnih sokov, resorpciji v krvni obtok v črevesju, prenosu po portalni veni v jetra, kjer se nadaljujejo presnovni procesi. Po sprostitvi iz jeter se učinkovine zdravil prek velikega krvnega obtoka razporedijo po telesu. Kadar je pot peroralno zaužitih zdravil preveč dolgotrajna, nezanesljiva ali neizvedljiva, se poslužujemo vnosa zdravil v telo mimo prebavnega trakta – parenteralno.

## Izrazje
Beseda peroralen prihaja iz latinske besedne zveze per os, ki pomeni skozi usta. V angleščini tak način uporabe zdravil imenujejo oral administration, medtem ko v sloveščini z izrazom oralna uporaba zdravila poimenujemo uporabo v ustni votlini.

## Absorpcija
Pri tekočih peroralnih oblikah, kot so kapljice in peroralne raztopine, je učinkovina sproščena že v želodcu in je takoj na voljo za absorpcijo. Pri trdnih peroralnih farmacevtskih oblikah mora najprej priti do njihovega razpada (na primer dizintegracije kapsule), da se lahko učinkovina sprosti in absorbira, kar se dogaja s časovnim zamikom in navzdol po prebavni poti. Obstajajo različne modificirane oblike peroralnih farmacevtskih oblik, s katerimi se spremeni sproščanje učinkovine iz farmacevtske oblike in s tem mesto in časovni potek njene absorpcije iz prebavil. Na primer tablete so lahko obdane z gastrorezistentno (želodčnoodporno) oblogo, ki preprečijo njihov razpad v želodcu in se ta zgodi šele v dvanajstniku. To je na primer pomembno pri učinkovinah, ki so občutljive za kislo okolje v želodcu.